# Fischland-Darß-Zingst
Fischland-Darß-Zingst er en 45 kilometer lang halvø på Østersøkysten mellem Rostock og Stralsund. Den adskiller Darß-Zingster Boddenkette fra det åbne vand i Østersøen. Den sydvestlige del af halvøen hedder Fischland, så Darß og længst mod øst Zingst. Det nordligste punkt på halvøen er Darßer Ort, hvor der er et fyrtårn.
På Fischland-Darß-Zingst ligger kommunerne "med tilsammen 8140 indbyggere, 2013) Wustrow, Ahrenshoop, Born a. Darß, Wieck a. Darß, Prerow og Zingst. Den østlige del af halvøen Zingst og det centrale af Darß er dele af Nationalpark Vorpommersche Boddenlandschaft.

## Fischland
På det nuværende Fischland ved Wustrow, hvor den nuværende kirke ligger, bosatte der sig i folkevandringstiden den slaviske stamme venderne. Fischland var dengang en ø, hvor der på en kunstig høj blev oprettet en slavisk helligdom (se også Svantevit. Stedet hed derfor tidligere Swante Wustrow (hellige ø).
Fischland er den sydligste af de tidligere øer Fischland, Darß og Zingst. Den er ca. 5 kilometer lang, mellem 500 meter og 2 kilometer bred og forløber fra sydvest mod nordøst. Fischlands natur viser på det lille areal mange sider: flade badestrande og kuperede stejlkyster. På den anden side er stranden bevokset med siv. I nærheden af stejlkysten Althagen/Niehagen ligger Fischlands højeste punkt den 17,9 meter høje Bakelberg.
Wustrow ligger på Fischland ved den begyndende sammentrækning mellem Østersøen og Saaler Bodden. Den Pleistocæne økerne, der er præget af vindens og vandets stærke påvirkninger, består af morænesand og mergel, og der dannede sig en flad kystlinie. Først i slutningen af det 14. århundrede blev de indtil da endnu bestående forbindelser mellem mellem Østersøen og Bodden lukket af Hanseforbundet, For at forhindre konkurrenten byen Ribnitz tilgangen til havet. Dermed blev Fischland og Darß til en halvø. Også i nutiden tager storme gennemsnitlig hvert år en halv meter af Fischlands kystlinie, som aflejres videre nordpå ved Darßer Ort. Uden kystsikringen var den smalle tange formodentlig for længst igen blevet ødelagt.
Kommunen Ahrenshoop ligger på forbindelsen fra halvøen Darß til fastlandet. Ahrenshoop befinder sig ved Østersøen- og Boddenkysten (Saaler Bodden) og har dermed vand på to sider. Havbadet fordeler sig i bydelene Althagen, Niehagen og Ahrenshoop. Den navngivende bydel Ahrenshoop ligger i Vorpommern, bydelene Althagen og Niehagen ligger i Mecklenburg. Fischlands nutidige grænse mod nord ligger i kommunen Ahrenshoop. Der forløb tidligere en havkanal, som markerede grænsen mellem Mecklenburg og Pommern.
Havbadet og kommunen Wustrow mellem Østersøen og Saaler Bodden, er en tidligere fisker og sømandsby. I dag er den overvejende præget af turismen.
- Kort over Fischland
- Fischlands smalleste sted ved Wustrow
- Stråtækket hus på Fischland
- Stranden ved Ahrenshoop
- (Zeesenboot) Åledrivkvasen „Sannert“ i Althagen havn, Ahrenshoop
- Kysten ved Ahrenshoop

## Darß
Darß ligger ved den sydlige Østersø-kyst i nærheden af Ribnitz-Damgarten på den midterste del af halvøen Fischland-Darß-Zingst. Navnet Darß kommer fra det gammelslaviske ord dračĭ für tornbusk og betyder altså Tornstedet.
Den 5800 ha store skov Darßwald udgør en stor del af Darßes areal.
Darßer Ort er en kæde af sandbanker i nordøstlig retning. Det samlede område om Darßer Ort og den nordvestlige del af skoven Darßwald er et beskyttet område i Nationalparken og man må kun benytte de skiltede veje. Ved Darßes nordligste punkt ca. 8 km nord for Born på landtungen Darßer Ort står fyrtårnet med samme navn som er et havfyr ved Østersøen. Fyrtårnet blev bygget 1847–1848 og taget i drift den 1. januar 1849.
Museet "Natureum Darßer Ort" i bygningen ved siden af fyrtårnet har siden 1991 været en filial af Havmuseet Stralsund. Museet informerer om Nationalparks Vorpommersche Boddenlandschafts geologi og flora og fauna. Det er kun mulig at nå stedet til fods, med cykel eller med hestevogn og ved behov med bus. Darßer Ort blev 1962 et militært lukket område. Den Nationale Volksarmee byggede en marinehavn son i dag hedder (nødhavnen) "Nothafen Darßer Ort". På trods af det militære spærreområde havde DDR´s høje funktionærer, det privilegium, i Darßwald blandt andet skyde udsatte elge og europæiske bisoner. Siden den 12. september 1990 har 118 kvadratkilometer land, blandt andet området omkring fyrtårnet "Darßer Leuchtturm", og 687 kvadratkilometer vandflade fredet.
Born a. Darß er en kommune og by med 1101 indbyggere (2013) som ligger på sydkysten af halvøen Darß ved Nationalpark Vorpommersche Boddenlandschaft. Sydøst og sydvest for Born breder havbugterne Bodstedter Boddens og Saaler Boddens sig.
Der i mellem i Koppelstrom– ligger Neuendorfer Bülten, en kæde af små bevoksede øer.
Wieck a. Darß er en kommune og en statslig anerkendt kurby mellem Born og Prerow, ca 5 kilometer fra Prerow. Byen er kendt for sine mange fiskerhuse stråtækkede valmtage med de kendte Darßer hoveddøre. Tidligere var byen en fisker og skipperby.
I begyndelsen af oktober 1934 besøgte den daværende Reichstagspräsident Herman Göring halvøen Darß for at støtte SS Standartenführer Franz Mueller-Darß i oprettelsen af en vildtpark i Darßskoven. I denne sammenhæng reserverede han som preussisk statspræsident et 35 ha stort attraktivt naturområde ved den vestlige Østersøstrand Altdarß nord for Born til sit eget brug. I foråret 1935 byggede han et jagthus i klitområdet i nordisk blokhusstil. Bygningen var domineret af et ottekantet tårn med et gennemsnit på 12 meter og en åben højde på 15 meter, som husede en stor hal med en stor kamin i midten. Ved beboelsestilbygningen var der i 3 meters højde monteret en gangbro med rækværk som muliggjorde udsigt over Darßskoven og Østersøen. Den ca. 11 gange 16 meter store boligtilbygning husede i stueetagen Gôrings private rum. Tagetagen var reserveret gæster og personale. På nordvest siden var der bygget en buegang båret af søjler. Jagthuset er sandsynligvis finansieret af en rigmand og dermed sikrede sig indflydelse hos statens næstvigtigste mand. Selvom Gôring var berygtet for, at reservere Tysklands bedste vildtreservater til sig selv, jagede han sjældent på Darß og boede kun to gange der. Kort før de sovjetiske troppers indmarch sprængte vagtpersonalet bygningen totalt væk.
In Wieck a. Darß lå KZ Darß-Wieck, en udelejr fra koncentrationslejren Neuengamme ved Hamborg. Den bestod fra januar 1941 til slutningen af februar 1941. Her anbragte SS i begyndelsen af 1941 fangerne i et værtshus. De ca. 50 fanger var beskæftiget med at skære siv til stråtage. Fangerne måtte uden det rigtige arbejdstøj arbejde i det kolde vand. De fleste af fangerne var Jehovas Vidner. Et år senere blev der igen indsat fanger til skæring af siv; de blev anbragt i udelejren Darß-Zingst.
Efter grundlæggelsen af „Inspektion Staatsjagd“ blev Darß igen et statsjagtområde, nu for medlemmer af Sozialistische Einheitspartei Deutschlands Politbureau. Ved Darßskovens bedste jagt og naturskønne steder, am Alten Meeresufer ved den store Buchhorster Maase, byggede de et stort jagthus. Siden Die Wende i 1989 benytter jagtforeningen „Ferdinand von Raesfeld“ huset. Store dele af Darßskoven hører til "Kernzone I i Nationalparks Vorpommersche Boddenlandschaft", den øvrige del er udviklingszone. Siden lukningen af "Forstamtes Darß" i Januar 1996 arrangeres der i nationalparkens område ingen gæstejagt mere.
- Fiskerkirken i Bornd klokkestabel
- Typisk fiskerhus i Born a. Darß
- Fyrtårnet Darßer Ort
- Museet Darß-Museum i Prerow er grundlagt 1953 som hjemstavnsmuseum og udvidet til landskabsmuseum i 1980
- Kysten ved Darß
- Å-landskab på Darß

## Zingst
Halvøen Zingst ligger på den østlige ende af halvøen Fischland-Darß-Zingst. Kommunen Zingst har siden 2002 været et statslig anerkendt havbad. Den vestlige forbindelse til Darß er kun et 100 meter bredt drej direkte ved Østersøen. På dette sted lukkede man efter den store oversvømmelse i 1872 Fjorden eller havarmen Prerower Strom.
Øst for byen Zingst ligger en af Europas største rastepladser for traner, der her raster i flere uger. De fra Skandinavien eller det nordlige Rusland stammende traner raster i midten af august i store flokke halvøen Zingst. Antallet af rastende fugle når sit højdepunkt med 19.000 fugle fra midten af oktober til slutningen af oktober. Tranernes afgang begynder fra midten af august og slutter i midten af oktober, af og til også i november. I Pramort ved halvøen Zingsts østligste punkt befinder der sig et observationstårn. Adgangen til Pramort er i tranernes træktid om efteråret er tilladt. Også i nærheden af byen Zingst befinder der sig nogle observationspladser lige over for øen Kirr.
Pramort, også Pramer Ort, er den østlige del af halvøen Zingst. Indtil omkring år 1900 befandt der sig her nogle enkelte gårde. Nu fører der kun en smal vej til Pramort, der af og til er åben for cyklister. I den nordlige del af Pramor ligger der en 11 meter høj klit. Denne klit er den tyske østersøkysts højeste ikke træbevoksede klitområde. Ved Pramort og ved den høje klit befinder der sig en observationsplatform med udsigt til klitlandskabet, Østersøen, det østlige beliggende lave vandområde og landskabet Bodden. Det østlige lave vandområde forbinder vedvarende halvøen Zingst med den tidligere ø Großer Werder.
- Halvøen Zingst
- Kort over området Sundischen Wiesen
- Byen Zingst
- Landindingsbroen i Zingst
- Havnen ved Zingst
- Stranden ved Zingst
- Østersøen ved Zingst i januar
- Drejebbroen Meiningenbrücke

## Fischland-Darß-Zingst halvøens historie
I forhistorisk tid har både den centrale del af Fischland, Darß og Zingst været øer.
I det 17. århundrede levede de fleste af landbrug og fiskeri. Denne dobbeltbelastning førte til begrebet "bondeskibsfart. Med etableringen af bondeskibsfarten sejledebeboerne Fischland-Darß-Zingst deres landbrugsvarer over Bodden og Østersøen.
Søfarten og skibsbygningens gode udvikling i det 18. århundrede førte til store socialøkonomiske forskelle - store kaptajnhuse stod ved siden af små primitive fisker og sømandshuse. Dampskibsfartens udvikling førte igen til fattigdom, men den tiltagende industrialisering gjorde at mange kunstnere og velhavende badeturister besøgte Fischland-Darß-Zingst. Mange kunstnere købte eller lejede huse landsbyerne og i 1890 opstod kunstnerkolonien Ahrenshoop.
Under Stormfloden 1872, som også oversvømmede Prerow på Darß, blev havarmen Prerower Strom tilsandet, som indtil da adskilte den daværende ø Zingst fra Darß. 1874 blev havarmen Prerow-Strom så endelig lukket og sikret med et dige og Zingst blev dermed til en halvø.
Med etableringen af havbadene 1880 i Zingst, Prerow, Wustrow og Dierhagen blev der efterhånden bygget flere anlæg og ferieboliger.
Den 1. december 1910 til 1945 havde Fischland-Darß-Zingst med banestrækningen Darßbahn, fra Barth] via Zingst til–Prerow, togforbindelse til hovedbanen Stralsund-Rostock. Drejebbroen Meiningenbrücke som forbinder Zingst med Barth blev indviet sammen år som banestrækningen. Broen som har en længde på 470 m og en nuværende vejbredde på 3,75 m blev indtil slutningen af den 2. verdenskrig både anvendt som bil og jernbanebro. Efter 2. verdenskrig blev skinnerne fra Prerow til fastlandet afmonteret og sendt til Sovjetunionen som reparationsbetaling. I 1960erne blev strækningen fra Zingst til Barth genopbygget og fungerede fra 1970 til 1889 som transport af den Nationale Volksarmee´s tropper til kasernerne og øvelsespladserne ved Zingst. Med en omfattende rekonstruktion blev der i slutningen 1980erne bygget en pontonbro parallelt med den oprindelige bro, for at aflaste den i sommermånderne. Pontonbroen blev i 2012 afløst af en 230 meter lang oplukkelig bro.
omkring 1990 blev landbrug og fiskeri stadig regnet som den største indtægtskilde. 1949 forsøgte man at etablere industrivirksomheder, men hovedsagelig af økonomiske grunde blev de alle lukket i 1990.

## Turisme på Fischland-Darß-Zingst
Turismen er den betydeligste økonomiske faktor. Den største del af turisterne bor i feriehuse og lejligheder, ofte privatejede. En anden stor andel af gæster har campingpladserne. Der er mange store hoteller, flere middel og mindre hoteller og pensioner. Alle byer er kursteder, og dermed berettiget til at kræve kurtaks af de besøgende. Kurtaksene er ved siden af erhvervsskatindtægterne kommunernes anden store indtægtskilde.
I Zingst findes en lille havn og et eksperimentarium.

## Museer
- Kunstmuseet Ahrenshoop i Ahrenshoop er et privat museum, som åbnede den 30. august 2013. Udstillingen afspejler igen Ahrenshoops lange tradition som kunstnerkoloni og viser den politiske, samfundsmæssige og kunstneriske udvikling siden slutningen af det 19. århundrede. Der vises værker af Elisabeth von Eicken (1862-1940), Paul Müller-Kaempff (1851-1941), Anna Gerresheim (1852-1921), César Klein (1876-1954), Alfred Partikel (1888-1945), Ernst Wilhelm Nay (1902-1968), Karl Hofer (1878-1955), Edmund Kesting (1892-1970) og Wolfgang Mattheuer (1927-2004). Der er foruden den faste samling løbende udstillinger med aktuelle temaer.
- Hjemstavnsmuseet "Museumshof Zingst" er et museum i et gammelt kaptajnhus fra 1867. Museet åbnede 1991 og viser historie og kunst. Endvidere er der kreative tilbud i "Pommernstube", ravværksted, museumsbageri og café Alt-Zingst, museumslade,marked og koncerter.

## Weblinks
- Turistsamvirke Fischland-Darß-Zingst . Arkiveret 25. december 2010 hos  Wayback Machine

54°26′17″N 12°36′24″Ø / 54.43806°N 12.60667°Ø